# 中嶋神社

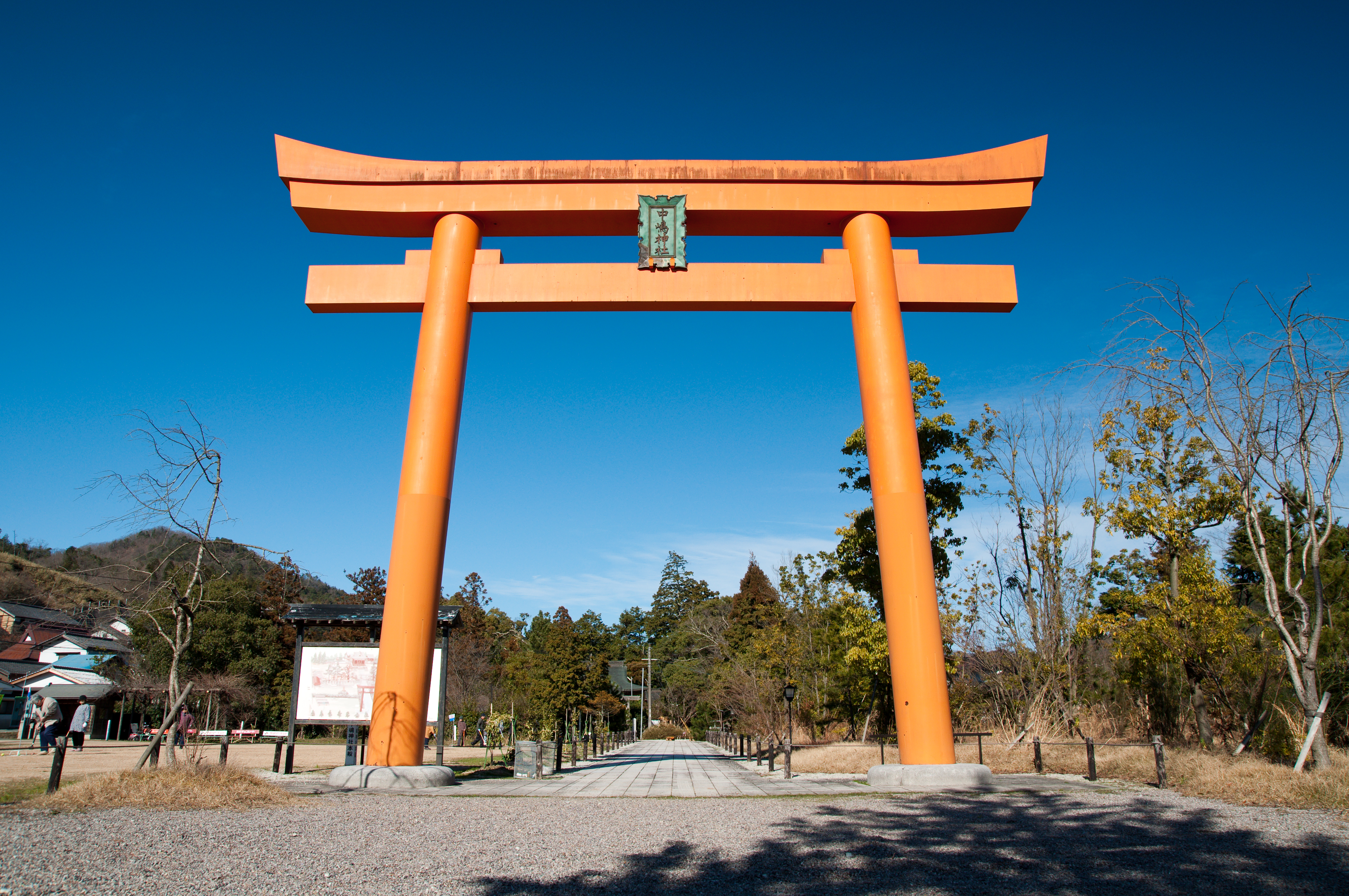
鳥居と参道

中嶋神社（なかしまじんじゃ）は、兵庫県豊岡市にある神社である。式内社で、旧社格は県社。「菓祖・菓子の神」として製菓業者の崇敬を受け、日本各地に分社がある。

## 祭神
田道間守命を主祭神とし、天湯河棚神（あめのゆかわたなのかみ）を配祀する。
田道間守命は天日槍命の5世の子孫で、『日本書紀』に記される垂仁天皇の命により常世の国から「非時香果（ときじくのかぐのみ）」（橘のこと）を持ち返ったとされる人物である。橘（みかん等 柑橘類の原種）は菓子の最上級品とされたことから、菓子の神・菓祖として、また柑橘の祖神としても崇敬される。また、現鎮座地に居を構えて当地を開墾し、人々に養蚕を奨励したと伝えられることから、養蚕の神ともされる。
天湯河棚神は中古に合祀された安美神社の祭神で、鳥取連（ととりのむらじ）の祖神である。『日本書紀』によれば、垂仁天皇の命により皇子誉津別命の為に鵠（くぐい。白鳥のこと）を捕えた人物で、一説には、『古事記』に記される鵠を捕らえた地、和那美之水門（わなみのみなと）の近くに祀られたものであるという。

## 歴史
『国司文書』によれば、推古天皇15年（606年）、田道間守命の7世の子孫である三宅吉士が、祖神として田道間守命を祀ったのに創まるといい、「中嶋」という社名は、田道間守命の墓が垂仁天皇陵の池の中に島のように浮かんでいるからという。中古、安美郷内の4社（有庫神社・阿牟加神社・安美神社・香住神社）を合祀し「五社大明神」とも称されたが、後に安美神社（天湯河棚神）以外は分離した。
明治6年（1873年）10月村社に列格し、同28年（1895年）12月に郷社、昭和10年（1935年）10月に県社に昇格した。

## 祭礼
例祭は4月第3日曜日に行われ、菓子祭とも橘花祭（きっかさい）とも呼ばれ、全国の製菓業者が多数参列し、業界の繁栄を祈願する。

## 社殿
本殿は二間社流造檜皮葺。応永（1394年 - 1428年）年間の火災の後、正長元年（1428年）に再建されたもので、室町中期の特色をよく示しているものとして重要文化財に指定されている。

## 文化財
（括弧内は指定の種別と年月日）

### 重要文化財（国指定）
- 本殿 附棟札1枚（建造物、明治45年（1912年）2月8日）

## 交通
- JR山陰本線豊岡駅から全但バス奥野行きに乗車、「中嶋神社」バス停下車すぐ。もしくは神美経由出石行きに乗車、「森尾口」バス停から徒歩15分。